# Nort-sur-Erdre

Nort-sur-Erdre este o comună situată în partea de vest a Franței, pe Erdre. Port fluvial. Până la data de 1 septembrie 1899 a purtat numele de Nort.

## Relații internaționale
Este înfrățită cu:
- Maieru
- Piedrabuena

1. ↑  répertoire géographique des communes, accesat în 26 octombrie 2015